# أنواع الشوكولاتة

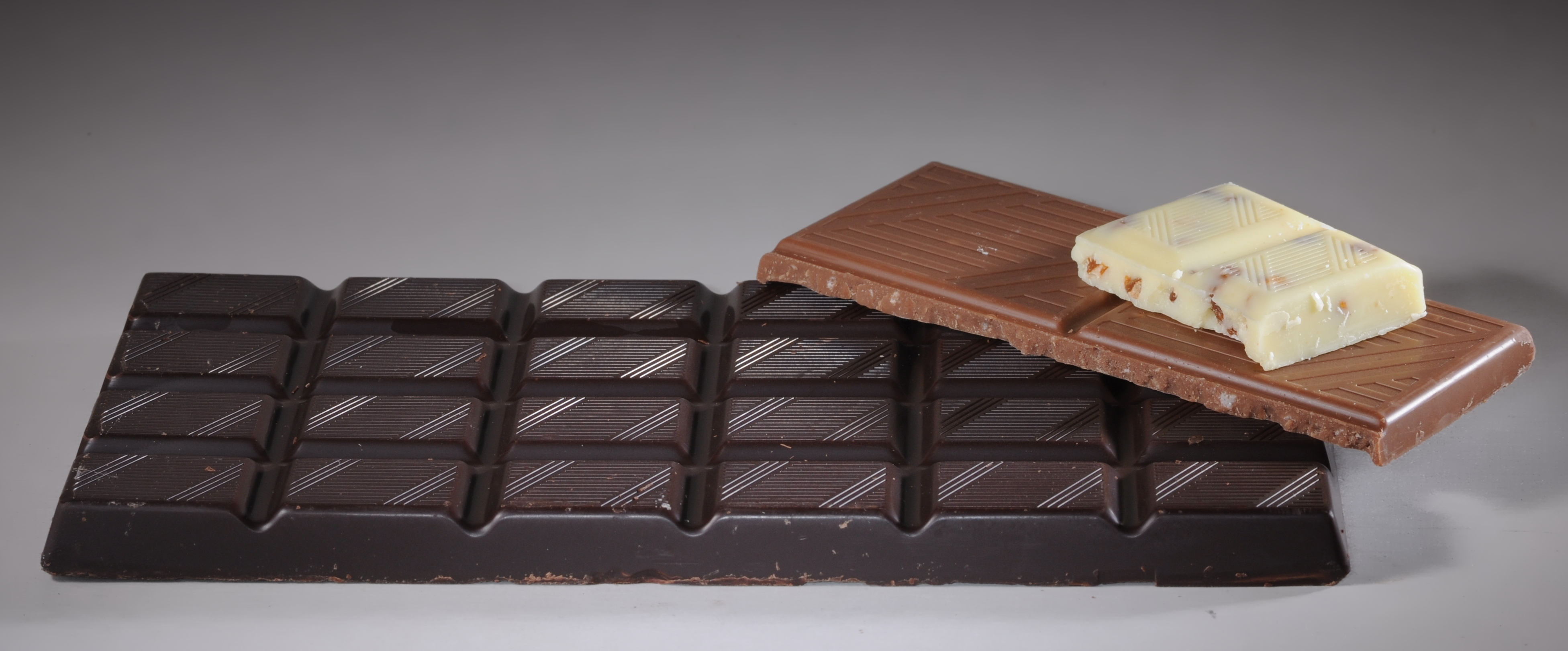

الشوكولاته هي مجموعة من المنتجات المشتقة من الكاكاو، ممزوجة مع الدهون مثل (زبدة الكاكاو أو الزيوت النباتية) ومسحوق السكر الناعم لإنتاج الحلوى الصلبة. هناك عدة أنواع من الشوكولاته وفقا لنسبة الكاكاو المستخدمة في تركيبة المنتج.
يخضع في بعض الأحيان استخدام المسميات المعينة للشوكلاتة للتنظيم الحكومي.

## المصطلح
منتجات بذرة الكاكاو (أو البدائل الأخرى) التي تصنع منها الشوكولاتة تعرف تحت أسماء مختلفة في أنحاء مختلفة من العالم. ففي مصنع الشوكولاته الأمريكية:
- الشوكولاتة السائلة هي الحالة الذائبة أو المطحونة لبذرة الكاكاو
- زبدة الكاكاو هي المكون الدهني
- مسحوق الكاكاو هو الجزء الخالي من بذرة الكاكاو، وهي المطحونة وتكون على شكل مسحوق بودرة

## التصنيف
تتوفر الشوكولاتة في أنواع كثيرة. ويتم إنتاج أشكال ونكهات مختلفة من الشوكولاته بتنويع مقادير المكونات المختلفة فيمكن الحصول على نكهات أخرى من خلال تغيير الوقت ودرجة الحرارة عند تحميص حبوب الشوكولاتة
- "شوكولاتة غير محلاة"، المعروفة أيضا باسم "الشوكولاتة المرة"، شوكولاته الخبز" أو "شوكولاتة الطبخ" هو مستحلب مخلوط مع نوع ما من الدهون لإنتاج مادة صلبة. فحبوب الكاكاو النقية والمطحونة والمحمصة تنتج نكهة الشوكولاتة العميقة والقوية ولكن مع إضافة السكر، يتم استخدامه كأساس لصنع الكعكة، والكعك، الحلويات، كعكوالبسكويت.

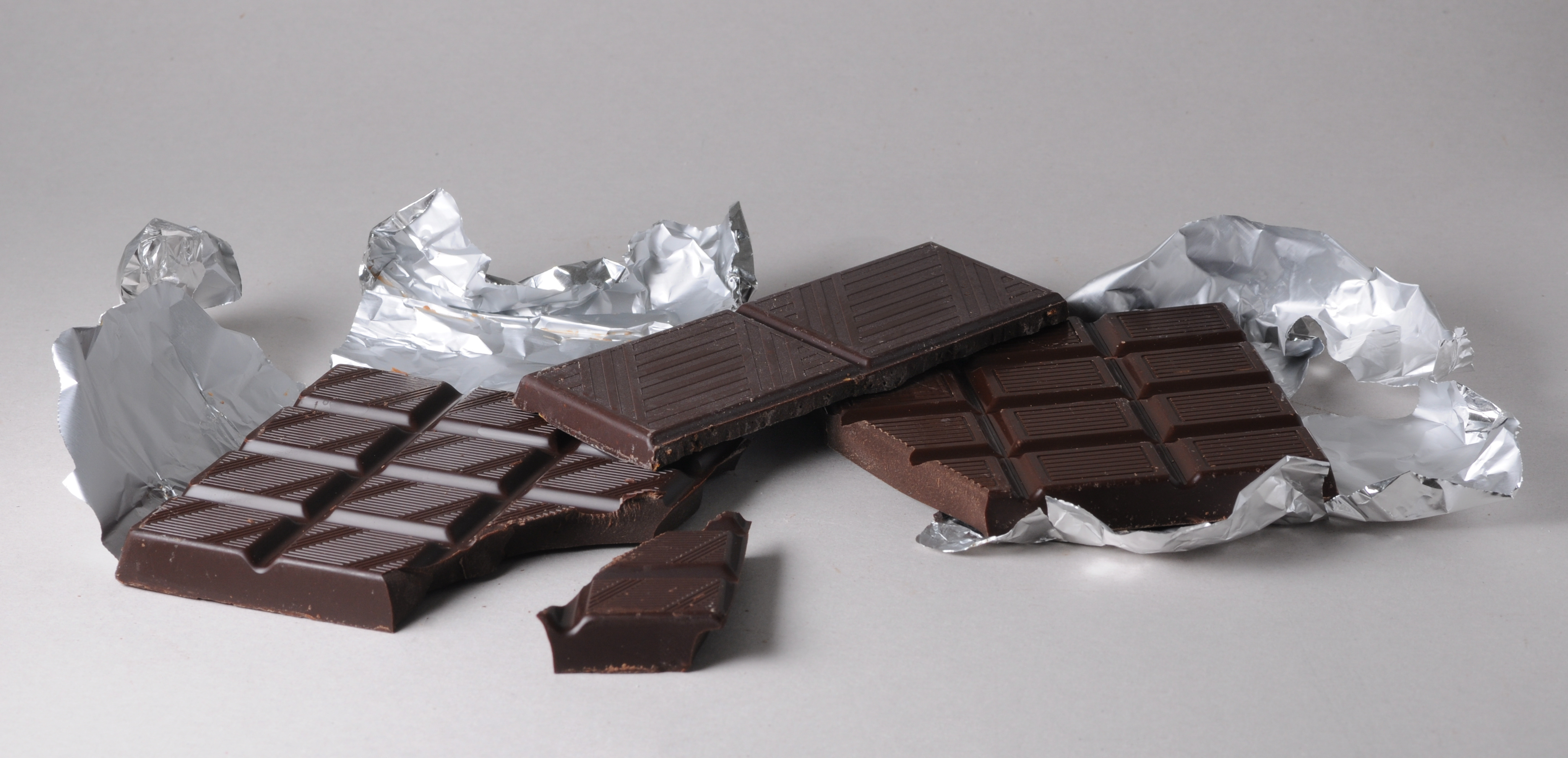

- ويتم إنتاج «الشوكولاته الغامقة»، أو «الشوكولاته النقية» أو «الشوكولاتة السوداء»، بإضافة الدهون والسكر للكاكاو. وهي شوكولاتة تقل فيها نسبة كمية الحليب عن الشوكولاتة بالحليب. فالولايات المتحدة لاتملتك تعريف رسمي للشوكولاته الداكنة ولكن القواعد الأوروبية تحدد الحد الأدنى من الكاكاو بنسبة 35 ٪.[1] يمكن أن تؤكل الشوكولاته السوداء كما هي، أو تستخدم في الطبخ، مثل القالب الاسمك والاغلى ثمنا المستخدم في الطبخ، بنسبة كاكاو تتراوح بين 70 ٪ إلى 99 ٪. الشوكلاتة الغامقة هي مرادف للنصف محلاة، والداكنة تقابلها المرة، على الرغم من أن نسبة المواد الجامدة لزبدة الكاكاو قد تختلف.
  - «الشوكولاته نصف محلاة» كثيرا ماتستخدم في الطهي. وهي شوكولاته غامقة (بحسب التعريف السويسري)يكون مقدار السكر نصف مقدارالكاكاو، المستخدم في «الشوكولاته الحلوة.»

### شوكولاته مرة
- - "الشوكولاته المرة" هي مستحلب الشوكولاتة (أو الشوكولاته غير المحلاة) التي يضاف إليها بعض السكر (أقل من 1 / 3)، والمزيد من زبدة الكاكاو والفانيليا وأحيانا الليسيثين. تحتوي على سكر أقل وخميرة أكثر من الشوكولاته النصف حلوة، ولكن الاثنتين متطابقتان في خبزهما. ويشار أحيانا للشوكولاته نصف حلوة ومرة باسم "couverture. تطبع العديد من العلامات التجارية على الغلاف نسبة الكاكاو في الشوكولاتة (مثل مستحلب الشوكولاته وزبدة الكاكاو المضافة). وكلما ارتفعت نسبة الكاكاو، انخفضت حلاوة الشوكولاتة.
  - "Couverture" هو مصطلح يستخدم للشوكولاتة الغنية بزبدة الكاكاو. وتضيف ماركات couverture الشهيرة التي يستخدمها طهاة المعجنات المحترفين والتي غالبا ما تباع في محلات الأطعمة الذواقة الخاصة وتشمل: Valrhona، Felchlin، ويندت Sprüngli، سوبرنجليScharffen بيرغر، باري الكاكاو، وتوافدت وGuittard. فأنواع هذه الشوكولاتة تحتوي على نسبة عالية من الكاكاو.

### بالحليب

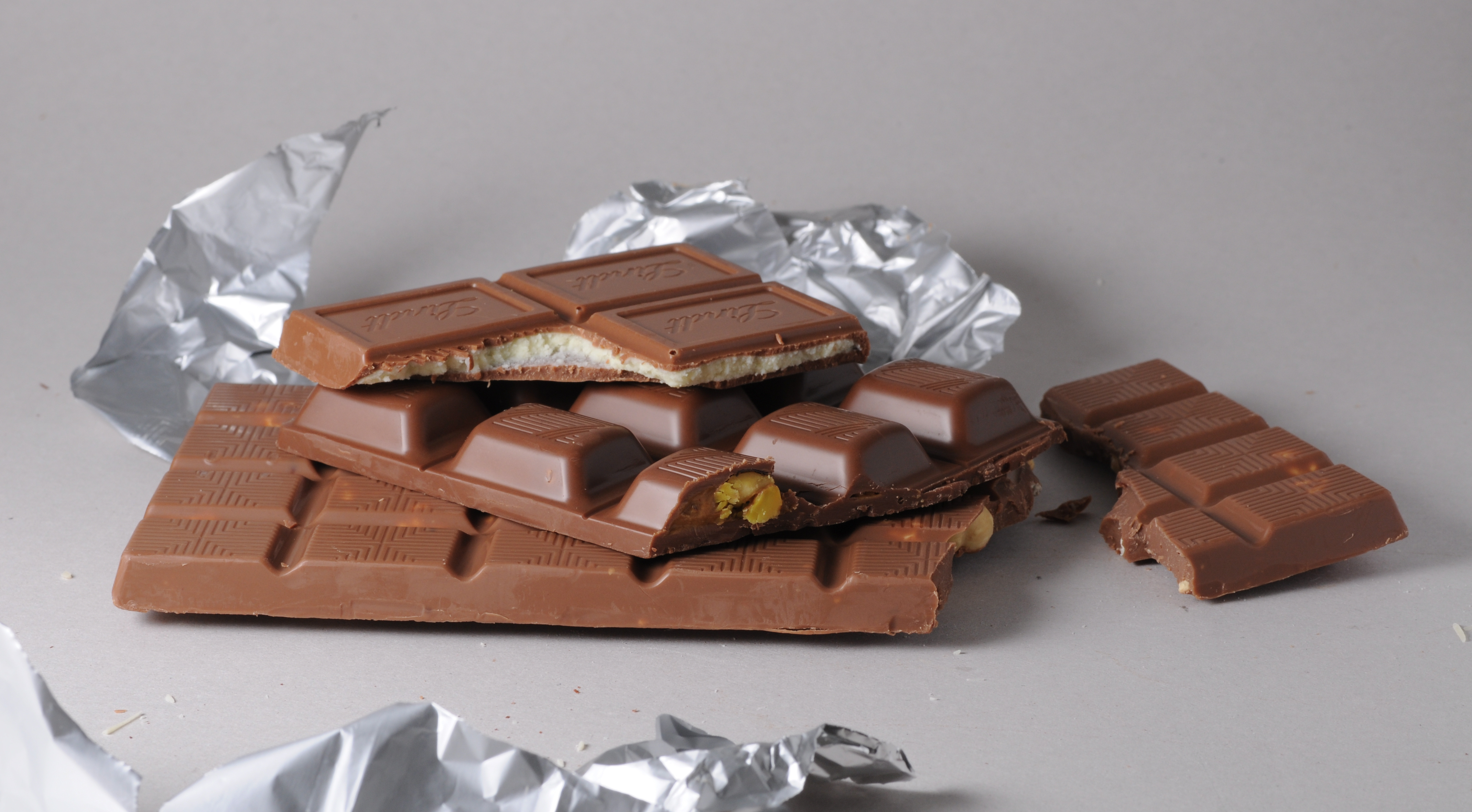

- «شوكولا بالحليب» هي الشوكولاته الصلبة المصنوعة من مسحوق الحليب والحليب السائل أو الحليب المكثف. ففي 1870s، طور السويسري صانع الحلوى بيتر دانيال الشوكلاتة الصلبة بالحليب باستخدام الحليب المجفف؛ فحتى الآن هي الشوكلا الوحيدة المتاحة كمشروب. فحكومة الولايات الأمريكية تتطلب نسبة 10% من تركيز الشوكلاتة السائلة فأنظمة لوائح الولايات المتحدة وضعت الحد الأدنى لنسبة الكاكاو 25 ٪، [1] ولكن تم التوصل إلى اتفاق في عام 2003 والذي يسمح للشوكولاتة بالحليب ان تحتوي على نسبة 20% فقط من الكاكاو المجمد. فهذا النوع من الشوكولاته يجب أن يطلق عليه «مجموعة الشوكلاتة بالحليب» في أماكن أخرى في الاتحاد الأوروبي.[2]

### هيرشي
- «هيرشي» شوكولاتة الحليب مشهورة جدا في أميركا الشمالية. فقد انتجها ميلتون هيرشي، مؤسس شركة هيرشي، ويمكن أن تنتج بتكلفة أقل من العمليات الأخرى نظرا لأنها أقل تأثرا للحليب الطازج. هذه العملية هي سر تجاري، ولكن توقع الخبراء بأنه lipolyzed هو جزء من الحليب، وإنتاج حامض زبدي، الذي يستقر في الحليب نتيجة التخمر. هذا المركب يعطي منتج معين الحامضة، «منعش» الطعم، والذي اعتاد عليه الرأي العام الأميركي، لدرجة أن الشركات المصنعة الأخرى أصبحت الآن تضيف الحمض الزبدي لشوكلاتة الحليب.

### البيضاء

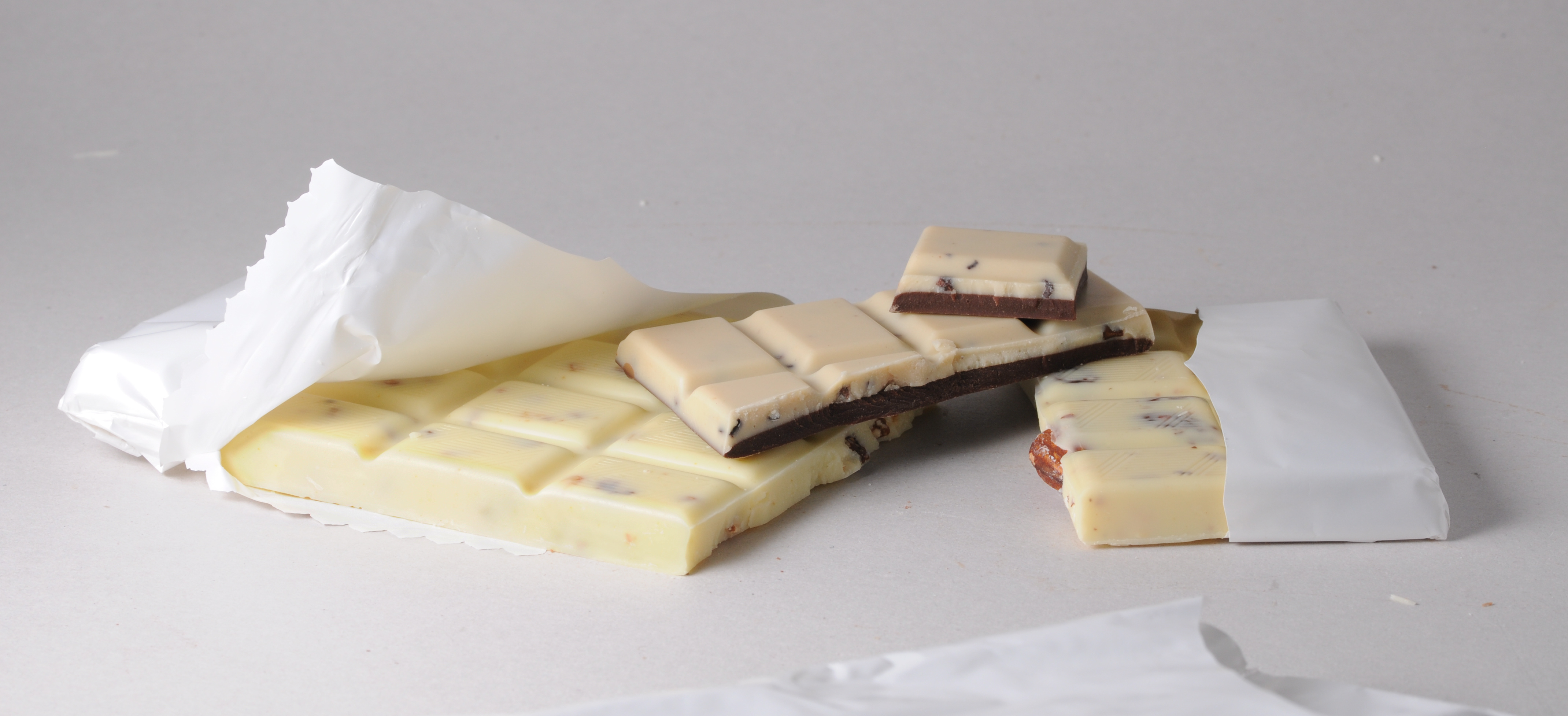

- «الشوكولاته البيضاء» هي التي ترتكز مكوناتها على الزبدة والسكر والحليب والكاكاو.
- يستخدم «مسحوق الكاكاو» للخبز، وللشرب مع إضافة الحليب والسكر. هناك نوعان من مسحوق الكاكاو غير المحلى: الكاكاو الطبيعية (مثل الفرز التي تنتجها عملية بروما Broma)، والعملية الهولندية الكاكاو. وكلا العمليتين تتم بنزع الدهن جزئيا من الشوكلاتة وإزالة زبدة الكاكاو، ولكن العملية الهولندية للكاكاو تضيفف القلوي لتديد الحموضة الطبيعية. فالكاكاو الطبيعي خفيف لونه مع نكهة الشوكلاتة القوية. ويشيع استخدام الكاكاو الطبيعية التي تستخدم في وصفات أيضا صودا الخبز، وصودا الخبز هو القلوية، جمع ذلك مع الكاكاو الطبيعية ييكون خميرة العجين التي تسمح للخبز بالارتفاع. الكاكاوالهولندي أكثر اعتدالا في الطعم، مع لون أعمق وأكثر دفئا من الكاكاو الطبيعي. وكثيرا ما يستخدم الكاكاو الهولندي المعالج لمشروبات الشوكولاته مثل الشوكولاته الساخنة نظرا لسهولة مزجه مع السوائل. ولكن مع ذلك العملية الهولندية تدمر معظم الفلافونويد الموجود في الكاكاو.[3] في عام 2005 اوقف هيرشي عملية صنع الكاكاو الهولندية بطابع أوروبي واستعمل بدلا منها عملية الغامق المخصص وهي مزيج من كاكاو العملية الهولندية والكاكاو الطبيعي.

### مركبة
- «الشوكلا المركبة» هو مصطلح فني يجمع الكاكاو بالدهون النباتية والدهون الاستوائية عادة ما تكون الدهون المهدرجة، كبديل لزبدة الكاكاو. وغالبا ما يستعمل لطلاء الحلوى. في كثير من البلدان قد لا يكون قانونا يسمى «الشوكولاته».
- «الشوكولاته الخام» هو الشوكولا التي لم يتم معالجتها، ساخنة، أو مختلطة مع غيرها من المكونات. يباع في البلدان الشوكولاته المتنامية، وإلى حد أقل بكثير في بلدان أخرى، وغالبا ما روجت صحية.[4]

### اضافات
تضاف أحيانا النكهات مثل النعناع والفانيلا والقهوة والبرتقال والفراولة والشوكولاته أو في شكل دسم أو في قطع صغيرة جدا. الشوكولاتة تحتوي على كثير من الأحيان المكونات المضافة مثل الفول السوداني، الجوز الفاكهة، الكراميل، والأرز. قطعة من الشوكولاته، والنكهات المختلفة، وتضاف أحيانا إلى الحبوب والآيس كريم